# María Guadalupe Sánchez Salazar
María Guadalupe Sánchez Salazar (Durango, Durango, 18 de mayo de 1957) es una diplomática mexicana. Se desempeña como cónsul de México en Omaha, Nebraska. Es miembro de carrera del Servicio Exteriór Mexicano (SEM) desde 1981 y actualmente tiene el rango de ministra. 

## Datos biográficos y vida académica
Sánchez Salazar estudió la licenciatura en Relaciones Internacionales en la Universidad Nacional Autónoma de México (UNAM) y cuenta con un posgrado en Asuntos Globales por la Universidad de Nueva York (NYU). Además, ha cursado diplomados en Relaciones Bilaterales México-Estados Unidos por el Centro de Investigación y Docencia Económica (CIDE) en conjunto con la Universidad de Columbia y en Diplomacia Pública por DiploFoundation.

## Carrera diplomática
Su primera adscripción en el exterior, como miembro del SEM, fue como Encargada de Asuntos Consulares en la Embajada de México en Hungría.
En su carrera profesional ha desempeñado labores tanto en la Cancillería de México como en las Representaciones de México en el Exterior. Fue Jefa de Cancillería de la Embajada de México en Jamaica, así como representante Alterna ante la Autoridad Internacional de los Fondos Marinos, con sede en Kingston. También fungió como Encargada de Negocios en la Embajada de México en Jamaica.
En la Misión Permanente de México ante la Organización de las Naciones Unidas en Nueva York fue la Representante de México ante la Comisión de Consolidación de la Paz; la Coordinadora de la Presidencia Bienial de México del Grupo de Río 2008-2010; la responsable de algunos temas de la agenda política de la Asamblea General y del Consejo de Seguridad; y la Coordinadora de Campaña de Candidaturas prioritarias de México a la Corte Internacional de Justicia, al Consejo de Seguridad, al Consejo de Derechos Humanos y a la Junta Internacional de Fiscalización de Estupefacientes.

## Premios y reconocimientos
Ha recibido la condecoración por 25 años de carrera en el Servicio Exterior Mexicano, así como sendos reconocimientos como Ciudadana Honoraria de Nebraska, por el Secretario de Estado del Gobierno de Nebraska, y por la Organización Women's Fund of Omaha, por el trabajo realizado a favor de las mujeres y las niñas de la comunidad local.

## Publicaciones
- “México en la Tierra de los Huskers”, Periódico Excelsior, 16 de marzo de 2015.[6]
- “Nueva Arquitectura de Consolidación de la Paz de las Naciones Unidas”.  Revista África Axcan de la Comisión de Relaciones Exteriores del Senado de la República. Julio, 2009.
- “La Democracia en América Latina”. Revista Kaos International. UNAM. 2000.